# Ulfat Idilbi
Ulfat Idilbi (arabe : ألفت الادلبي Ulfat al-Ādlibi), quelquefois orthographié Ilfat Idelbi, née le 15 novembre 1912 à Damas (Syrie) et morte le 21 mars 2007 à Paris, est une femme de lettres syrienne. Ses ouvrages ont connu une grande diffusion et ont été considérés un temps comme un classique de l'expression féminine et musulmane, avant d'être remis en cause par l'émergence d'une nouvelle génération de femmes de lettres arabes. Elle montre également dans ses ouvrages un attachement profond à sa ville natale, son « Damas ».

## Biographie
Elle est née en 1912 dans une famille traditionnelle damascène, seule fille dans une fratrie de garçons. Elle est mariée à 17 ans. La Syrie est alors occupée par les Français, sous mandat de la Société des Nations. Une révolte armée couve contre ces occupants, associant les Druzes du sud de la Syrie aux opposants urbains, dans les cités telles que Damas. Un mouvement féminin se constitue au sein de cette résistance urbaine aux Français. Ce contexte de résistance la marque et se retrouvera dans ses premiers écrits. En 1932, elle crée un salon littéraire, utilisant son domicile pour accueillir les intellectuels de Damas, hommes et femmes. Des salons littéraires dirigés par des femmes existent à Damas depuis les années 1920, et constituent pour elles des lieux d'échanges culturels et d'influences. Si les femmes syriennes ne réussissent pas à obtenir des réformes sur leur statut de la part d’une autorité française qui préfère s'allier aux Syriens les plus conservateurs et les plus religieux, elles restent très actives dans la société, mettant à profit également des associations philanthropiques, caritatives et culturelles. Ulfat Idilbi s'affilie à plusieurs de ces associations.
Ses premiers écrits datent de l'après-Seconde Guerre mondiale, suivie de la mise en place d'une République syrienne indépendante et du départ définitif des troupes françaises. Sa première publication date de 1947, al-qarar al-akheer (« La dernière décision »).
Dans uda'an ya sham (« Adieu Damas »), elle aborde le thème de sa ville natale, et s'insurge contre certaines restaurations qui lui semblent peu respectueuses du patrimoine architectural de la cité. Un de ses romans les plus connus est dimashq ya basimat el huzn (« Damas - oh, sourire de chagrin »), sorti en 1981 et réédité en 2003. La toile de fond de ce roman est l'entre-deux-guerres, et la prise de conscience par une femme de son identité nationale, face aux Français, et de l'injustice faite aux femmes au sein de la famille traditionnelle. La jeune femme se pend finalement dans la magnifique cour de la maison de la famille, laissant son journal intime qui constitue l'essentiel du roman.  Ses récits, au-delà de l'accueil en Syrie, sont traduits dans plusieurs langues dont le russe. Son œuvre dimashq ya basimat el huzn fait l'objet d'une série télévisée. Ulfat Idilbi devient également essayiste et conférencière. Elle ouvre le chemin à une nouvelle génération de femmes de lettres, comme Colette Khoury, exprimant sans doute de façon encore plus directe leur refus d'une soumission de la femme. D'où, par comparaison, certaines critiques à son égard sur les détours empruntés dans ses œuvres,. Plus tard, son œuvre inspirera également l'auteur jeunesse Nadine Kaadan, qui affirme avoir pu s'identifier aux personnages.
Les dernières années de sa vie se déroulent entre Paris, où vit sa fille, et Damas. Elle meurt à Paris en 2007.

## Principales publications
- "القرار الأخير" /"al-qarar al-akheer"/ (1947) - "La dernière décision"
- "قصص شامي" /"qisas shami"/ (1954) - "Histoires damscènes"
- "وداعاً يا دمشق" /"uda'an ya sham"/ (1963) - "Adieu, Damas!"
- "يضحك الشيطان" /"youdHak ash-shaytan"/ (1974) - "Le rire du diable"
- "نظرة في أدبنا الشعبي" /"natharat fi adabna sh'bia"/ (1974) - "Réflexions sur notre littérature populaire"
- "دمشق يا بسمة الحزن" /"dimashq ya basimat el huzn"/ (1981) - "Damas - oh, sourire de chagrin"
- "نفحات دمشقي" /"nafaHat dimashqi"/ (1990) - "Le parfum de Damas"
- "حكاية جدي" /"Hekayat jddi"/ (1999) - "Histoire de mon grand-père"